# 带潮蛛
带潮蛛（学名：Hygropoda taeniata）为盗蛛科潮蛛属的动物。在中国大陆，分布于云南等地。该物种的模式产地在云南。